# Boettgers kameleon
Boettgers kameleon (Calumma boettgeri) is een hagedis uit de familie kameleons (Chamaeleonidae).

## Naam en indeling
De wetenschappelijke naam van de soort werd voor het eerst voorgesteld door George Albert Boulenger in 1888. Oorspronkelijk werd de wetenschappelijke naam Chamaeleon boettgeri gebruikt. De soort is vernoemd naar de herpetoloog Oskar Boettger (1833 – 1910).

## Uiterlijke kenmerken
De maximale lengte is ongeveer dertien centimeter en hiermee is het de kleinste soort uit de voormalige onderfamilie Chamaeleoninae. Kenmerkend is het neus-achtige uitsteeksel aan de voorzijde van de kop, dat zowel bij mannetjes als vrouwtjes vaak blauw gekleurd is en hierdoor sterk afsteekt. De 'neus' is beter ontwikkeld dan die van de soort Calumma nasutum, wat een belangrijk onderscheid is. Soms komen ook blauwe vlekken op de kop voor. De kop is afgeplat en heeft verder geen opvallende kammen of stekels, de oorkwabben zijn klein. De kleur is altijd bruin tot bruinoranje met onregelmatige vlekken en strepen, vaak lichtere tot gele lengtestrepen.

## Voortplanting
Er worden ongeveer 45 dagen na de paring vier of vijf eitjes afgezet, die in de bodem worden begraven. Na drie maanden bij een temperatuur van 22 tot 24 graden komen ze uit en negen maanden later zijn de jonge kameleons volwassen.

## Verspreiding en habitat

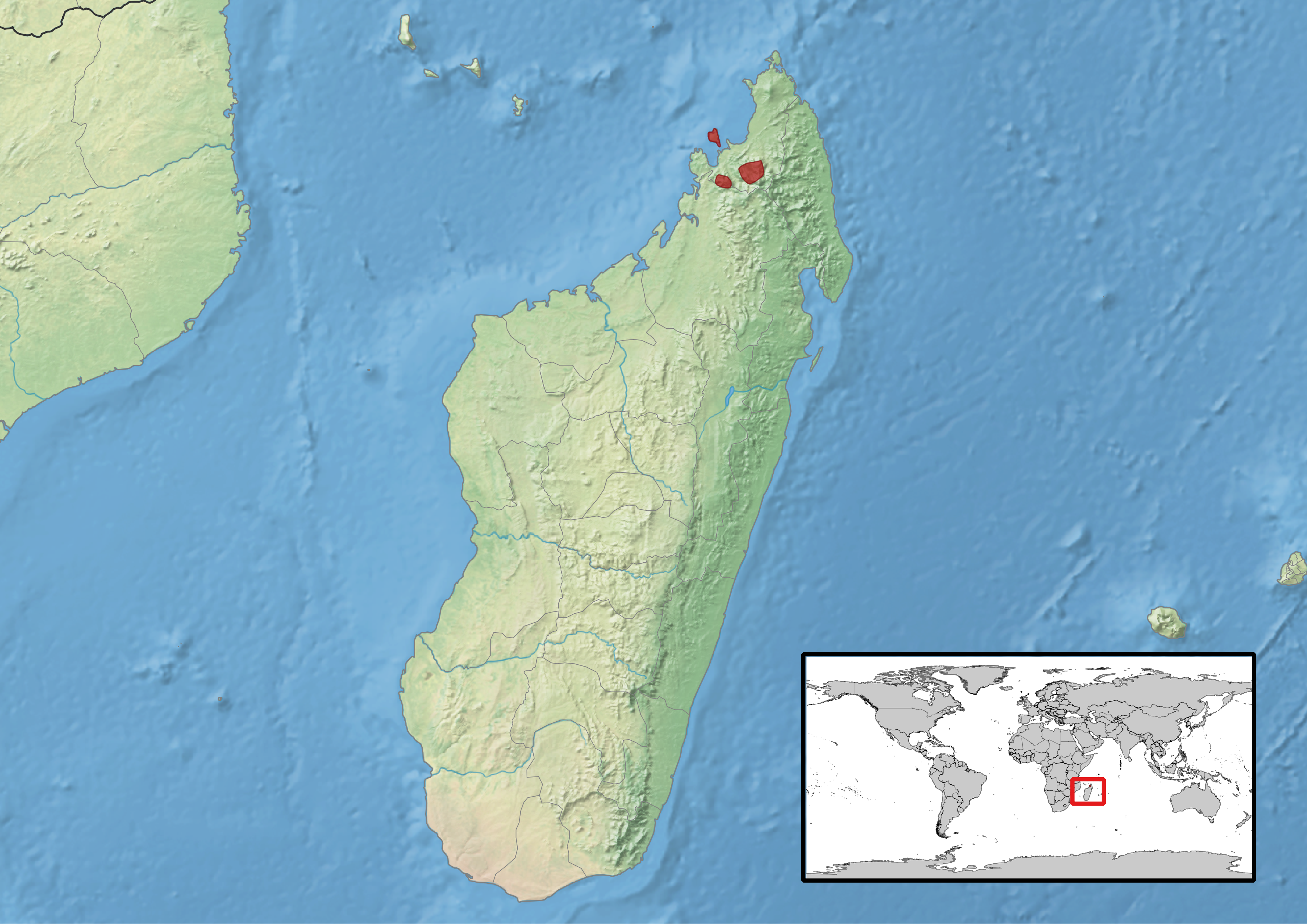
Verspreidingsgebied in het rood.

Boettgers kameleon komt voor op het Afrikaanse eiland Madagaskar en het nabijgelegen eilandje Nosy Be. De habitat bestaat uit tropische en subtropische bossen, de hagedis is te vinden in bomen en hoge struiken op enkele meters hoogte. De kameleon jaagt hier tussen de takken op ongewervelden en kleine gewervelden, de bodem wordt echter ook wel betreden.

## Beschermingsstatus
Door de internationale natuurbeschermingsorganisatie IUCN is de beschermingsstatus 'veilig' toegewezen (Least Concern of LC).